# African-American Film Critics Association Awards 2003
1. ročník udílení African-American Film Critics Association Awards se konal dne 22. prosince 2003.  

## Deset nejlepších filmů
1. Pán prstenů: Návrat krále
2. Ztraceno v překladu
3. In America
4. Špína Londýna
5. Poslední samuraj
6. Hledá se Nemo
7. Loupež po italsku
8. Tupac: Vzkříšení
9. Město bohů
10. Tajemná řeka

## Speciální ocenění
- F. Gary Gray – Loupež po italsku